# Flodgärdsmyg
Flodgärdsmyg (Cantorchilus semibadius) är en fågel i familjen gärdsmygar inom ordningen tättingar.

## Utseende och läte
Flodgärdsmygen är en medelstor gärdsmyg. Ovansidsan är roströd och undersidan kraftigt tvärbandad i svart och vitt. I ansiktet syns ett komplext svartvitt mönster. Könen är lika.
Sången som framförs av både honan och hanen består av ljudliga och ringande fraser med en till fyra toner som upprepas och sen övergår till en ny fras. Bland lätena hörs kurrande ljud och olika klara klingande toner. 

## Utbredning och systematik
Fågeln lever i sydvästligaste Costa Rica och västligaste Panama. Den behandlas som monotypisk, det vill säga att den inte delas in i några underarter.

### Släktestillhörighet
Tidigare placerades arten i Thryothorus, men DNA-studier visar att arterna i släktet inte är varandras närmaste släktingar, varför Thryothorus delats upp på flera mindre släkten, bland annat Cantorchilus.

## Levnadssätt
Flodgärdsmygen hittas i tät vegetationen, som namnet avslöjar framför allt intill vattendrag, men även i sumpiga skogsbryn och branter. Den ses från havsnivån till 1200 meters höjd. Fågeln påträffas vanligen i par eller familjegrupper. Den håller sig dold i vegetationen och kan vara svår att få syn på.

## Status
Arten har ett begränsat utbredningsområde och beståndsutvecklingen är oklar. Den tros dock inte vara hotad. IUCN kategoriserar arten som livskraftig.